# 紺絲威南蠻胴具足
紺絲威南蠻胴具足（日语：〔〕／ Kon ito odoshi nanbandou gusoku），又名紺繩南蠻甲冑，是日本16世紀安土桃山時代的盔甲。現存於東京國立博物館，為日本的重要文化財產。

## 作品介紹

### 基本資料
由頭盔（兜），胴甲（胸甲），腰甲裙（草摺及佩楯）三個部分所組成，所以稱為具足。頭盔高20.5 cm，胴甲長45.0 cm，腰甲裙長28.0 cm。材質為金屬（鐵），皮革，繩線等等。依據鉢的構造推測為舶來品，但就整體工藝（如右腋釘有合葉）來看應為日本製造。

### 特色
這件盔甲屬於日本鎧甲分類中的南蠻胴（仿歐洲風格的日本鎧甲），以及當世具足（江戶時代用以區別傳統鎧甲的說法）。它同時具有日本傳統鎧甲的特徵以及西方盔甲的特徵。
1. 胴甲：這件作品的胴甲部分中間稜線明顯突出，腰部中心從左右兩邊向下緣呈現尖頂的形狀。它短小的形狀明顯受到米蘭白鎧的影響
2. 頭盔（兜）：這件作品的兜具有日本具足的立物（たてもの）、錣（しころ）（護頸）、鉢（はち）等基本構造，卻少了吹返的重要特徵，而受歐洲盔甲的影響，模仿羽毛裝飾的方式在頭盔上加上犛牛白毛，代表了名字中「威」的意思
3. 腰甲裙：以傳統的作法，用紺色綁繩製成的，是名字「紺絲」的由來。
4. 手部有傳統的籠手（こて），膝部有佩盾，腿部有脛擋，是傳統日本鎧甲特色；面部特別增加面擋，是西方鎧甲的特色。總體來說裝備齊全，可用於實戰，而盔甲上也有發現槍炮的彈痕，傳言是德川家康試驗歐洲鎧甲的強度所產生。
5. 頭盔正面左右飾有榊原一族的家徽「源氏車輪」的蒔繪，推測是受賜之後自行加繪而成。

## 日本鎧甲與時代背景概述

### 日本武士傳統
日本的傳統盔甲主要為大鎧、胴丸、腹卷等等，而兼具兜，胴，草摺與佩盾的全身性裝甲則稱為具足。主要由金屬，皮革，繩線的的材料製成，作為戰場上的人體防禦裝備。
兜包含了鉢（はち）、忍緒（しのびのお）、錣（しころ）、眉庇（まびさし）、立物（たてもの）、附物（つきもの）、吹返。其中立物是十分重要的構造，他起初具有模仿鬼神的意象的戰場上威嚇效果，而後來常作為各家武士的主要裝飾象徵，其造型變化多端，非常具有藝術價值。手部具有籠手的保護構造，膝部有佩盾，腿部有脛擋，腰部下方具有草摺及佩楯等傳統構造。

### 西洋盔甲以及貿易
隨著火藥武器的頻繁使用，再加上與歐洲貿易而來的西方鎧甲風格的引進，在戰國時代逐漸產生南蛮胴，也就是仿西方進口鎧甲而改良的盔甲，可以更有效的防禦火炮攻擊。當時引入的鎧甲的手部與腿部的設計被省略，又為了要適應日本的山戰的高低落差，於是加入了日本元素。並且，在胴的設計方面模仿哥德式鎧甲的例子十分常見，也有模仿西方風格而改良兜的立物裝飾的例子。
於是，那時產生了一種由胴丸改造而融合日本傳統與西洋風格的盔甲。安土桃山時代與江戶時代為了將當時風格型態的盔甲與傳統盔甲做區隔，而將當時樣態的盔甲稱為当世具足当世具足。当世具足不像大鎧與胴丸那樣具有固定的樣式，它的風格因為西方盔甲的衝擊，隨武士的不同而變化多樣，並且更大膽地做出如不對稱等裝飾設計，非常具有藝術性。舉例而言，伊達政宗與本多忠勝的具足的立物都十分有特色。
並且，在頻繁交戰的情境下，武家們在製造具足時重視戰場上的實用性以及大批量生產效率，以供給大量步兵實戰使用。

### 鎧甲發展史整理
- 上古時期－平安時代前期（－10世紀）: 短甲與掛甲，簡單樸素的以繩索將甲片串聯。
- 平安時代中期－鎌倉時代（11－13世紀）：大鎧、胴丸、腹當，它們具有日本傳統風格。
- 南北朝時代－室町時代（13－16世紀）：隨著戰爭的頻繁化，胴丸和腹卷純鐵甲的輕便及實用性有利於步兵戰，逐漸使其取得主要地位。
- 日本戰國時代－安土桃山時代（16－17世紀）：輕便、堅固而實用的當世具足成為主流，隨著南蠻胴的引入，鎧甲的樣式變化多樣。

## 傳承
德川家康於慶長5年關原之戰（西元1600年）前夕賜與家臣，德川四天王榊原康政，為榊原家家傳世品，今收藏於東京國立博物館。

## 外部連結
- 故宮南院－日本美術之最